# Província de Choiseul
A Província de Choiseul é uma das nove províncias das Ilhas Salomão, no  
Oceano Pacífico. Está situada entre a ilha de Bougainville (da Papua-Nova Guiné) e a ilha de Santa Isabel, no oeste do arquipélago. 
Consta principalmente da ilha de Choiseul com área de 3294 km², e também estão incluídas três pequenas ilhas próximas: Taro (100 km²), Vaghena (243 km²) e Rob Roy (200 km²). Tinha 26379 habitantes no censo de 2009, e a capital é Taro, na ilha do mesmo nome. 
A flora e fauna são características da Austrália e Nova Guiné. Entre as espécies presentes encontram-se o dugongo e o crocodilo-de-água-salgada e a águia-de-salomão Haliaeetus sanfordi.

## História
Quando o explorador espanhol Álvaro de Mendaña descobriu a ilha em 1568, chamou-a "San Marcos". Foi esquecida durante 200 anos até o explorador francês Louis Antoine de Bougainville a ter redescoberto chamando-a "Choiseul". 
Tal como Buka, Bougainville (agora parte da Papua-Nova Guiné), a Ilha de Santa Isabel e as Ilhas Ontong, fez parte das Ilhas Salomão Alemãs até 1899, quando o Império Alemão  as cedeu para que passassem a fazer parte das Ilhas Salomão Britânicas, que conseguiram a sua independência do Reino Unido em julho de 1977. 
Durante a Segunda Guerra Mundial, parte de Choiseul foi ocupada por forças japonesas, cuja guarnição foi invadida pela marinha dos Estados Unidos em outubro e novembro de 1943.